# ساكورا أساجي
ساكورا أساجي (Sakura Asagi (あさぎ 桜 Asagi Sakura) هي رسامة أنمي وفنانة مانچا يابانية.
ساهمت بتصميم شخصيات سلسلة شونين أونميوجي و "الوحش المقدس" . بالإضافة إلى رسمها لسلسلة روايات شونين أونميوجي ، ألّفت المانغا، التي تُعدّ مرجعًا للقصة الرئيسية المنشورة في سلسلة "بينز إيس" من إنتاج كادوكاوا شوتين .

## أعمال

### مانغا
- شونين أونميوجي - مسلسل في بينز إيس

## المساهمات

### تصميمات الشخصيات
- أشيتا جا أرو سا - ميجومي هاياشيبارا [1]

- عصر الدلو: عصر الدلو ينادي "أوو أوو!" - مجلة ميغامي
- موبايل سويت جاندام دبليو الهدف الأعمى [2]
- أجنحة كاندام: رقصة لا متناهية (الجزء الأول والجزء الثاني)
- أجنحة كاندام: دمعة مجمدة
- سلسلة شونين أونميوجي
- سلسلة القديس الوحش